# 3351 Smith
3351 Smith este un asteroid din centura principală, descoperit pe 7 septembrie 1980, de Edward Bowell.